# Myggtjärn
Myggtjärn este o arie protejată (arie specială de conservare — SAC, sit de importanță comunitară — SCI) din Suedia întinsă pe o suprafață de 8 ha, integral pe uscat.

## Localizare
Centrul sitului Myggtjärn este situat la coordonatele 60°32′30″N 15°00′28″E / 60.5417°N 15.0079°E.

## Înființare
Situl Myggtjärn a fost declarat sit de importanță comunitară în iunie 1996 pentru a proteja un număr necunoscut de specii din flora spontană și fauna sălbatică aflate în arealul zonei. Situl a fost protejat și ca arie specială de conservare în martie 2011.

## Biodiversitate
Situată în ecoregiunea boreală, aria protejată conține 1 habitat natural: Taiga vestică.
La baza desemnării sitului se află un număr nedeclarat de specii protejate.